# Wilhelm Uhthoff
Wilhelm Uhthoff (ur. 31 lipca 1853 w Klein Warin, zm. 21 marca 1927 we Wrocławiu) – niemiecki okulista.

## Życiorys
Urodził się w miejscowości Klein-Warin; miał sześciu braci i dwie siostry. Uczył się najpierw w szkole w Wismarze. Jego wuj-pediatra zachęcił go do studiów medycznych. Uhthoff studiował medycynę na Uniwersytecie w Tybindze, Getyndze, Rostocku i Berlinie, tytuł doktora medycyny otrzymał w 1877 roku w Berlinie. W 1878 roku został asystentem u Heinricha Leopolda Schoellera w klinice von Graefego w Berlinie. W 1885 roku habilitował się i został privatdozentem. W 1890 roku został profesorem zwyczajnym na Uniwersytecie w Marburgu, gdzie był następcą Hermanna Schmidt-Rimplera. W 1896 roku zastąpił Carla Friedricha Richarda Förstera na katedrze Uniwersytetu we Wrocławiu. Kierował również wrocławską kliniką oczną i pełnił godność rektora Uniwersytetu w roku akademickim 1908/1909. Został wybrany na przewodniczącego Niemieckiego Towarzystwa Oftalmologicznego. W 1923 roku przeszedł na emeryturę. Zmarł 21 marca 1927 po zawale serca będącym powikłaniem grypy. Wspomnienia pośmiertne napisali Alfred Bielschowsky, Ernst Siemerling i Leopold Heine.
Jego córka Else była żoną fizyka Rudolfa Ladenburga (1882–1952).

## Dorobek naukowy
Uhthoff zajmował się chorobami narządu wzroku powiązanymi z zaburzeniami neurologicznymi; w 1890 roku opisał zjawisko przejściowej utraty wzroku u pacjentów ze stwardnieniem rozsianym w związku z takimi czynnościami jak ćwiczenia lub kąpiel. Obecnie określa się je jako zjawisko Uhthoffa i wiąże ze wzrostem temperatury ciała.
W 1915 roku opisał zespół, znany dziś jako zespół Fostera Kennedy’ego.

## Wybrane prace
- Experimentelle Beiträge zur Nephritis. 1877
- Beitrag zur Sehnervenatrophie[12]. (1880)
- Ein Fall von ungewöhnlicher Degeneration der menschlichen Conjunctiva[13]. (1881)
- Beiträge zur pathologischen Anatomie des Auges[14] (1883)
- Heinrich Leopold Schoeler, Wilhelm Uhthoff: Beiträge zur Pathologie des Sehnerven: Und der Netzhaut bei Allgemeinerkrankungen nebst einer Operations-statistik 1882/83, als anhand. Hermann Peters, 1884
- Ueber das Abhängigkeitsverhältniss der Sehschärfe von der Beleuchtungsintensität[15] (1886)
- Untersuchungen über den Einfluss des chronischen Alkoholismus auf das menschliche Sehorgan (1886)
- Ueber die Unterschiedsempfindlichkeit des normalen Auges gegen Farbentöne im Spektrum[16]. (1888)
- Untersuchungen über die bei der multiplen Herdsklerose vorkommenden Augenstörungen. Archiv für Psychiatrie und Nervenkrankheiten, Berlin, 1890, 21: 55-116, 303-410
- Untersuchungen uber das Sehenlernen eines siebenjahrigen blingeborenen und mit Erfolg operierten Knaben. Leopold Voss, 1891 PDF
- Zur Lehre von dem metastatischen Carcinom der Choroides. Internationale Beiträge zur wissenschaftlichen Medicin (1891)
- Ueber die bei der Syphilis des Centralnervensystems vorkommenden Augenstorungen. W. Engelmann, 1893 PDF
- Die neue Königl. Universität-Augenklinik in Breslau (Schletter, 1899)
- Untersuchungen über die bei der multiplen Herdsklerose vorkommenden Augenstörungen. v.1, 1889 PDF
- Über die Augenstörungen bei Vergiftungen. Wilhelm Engelmann, 1901 PDF
- Über das sehen und über Sehstörungen in ihren Beziehungen zum Geihirn (1908) PDF
- Über die Augensymptome bei den Erkrankungen des Nervensystems. Handbuch der Augenheilkunde, 2nd edition, volume 11, 2 B. Leipzig, 1915.
- Arthur Groenouw, Wilhelm Uhthoff: Beziehungen der Allgemeinleiden und Organerkrankungen zu Veränderungen und Krankheiten des Sehorganes: Erkrankungen der Atmungs- Kreislauf- Verdauungs- Harn- und Geschlechtsorgane, der Haut und der Bewegungsorgane, Konstitutions-anomalien, erbliche Augenkrankheiten und Infektionskrankheiten. Engelmann, 1915
- Folge Stereoscopische medicinischer Atlas. Barth, 1901
- Augensymptome bei Grosshirntumoren. Gräfe-Sämisch: Handbuch der Augenheilkunde, 1915. Volume I: 1143.
- Über die Augensymptome bei den Erkrankungen des Nervensystems. Mit 86 Figuren im Text und auf 3 Tafeln. W. Engelmann, 1915
- Weiterepersönliche Erfahrungen und Betrachtungen zur Kriegsblindenfürsorge von W[ilhelm] Uhthoff, Breslau. Klinische Monatsblätter f. Augenheilkunde 58 (1917)